# Lomas de México
El Lomas de México fue un equipo que participó en la Liga Mexicana de Béisbol con sede en la Ciudad de México, México.

## Historia
El Lomas participó durante tres temporadas en la Liga Mexicana de Béisbol, debutó durante la temporada de 1934 donde terminó en cuarto lugar al ganar 10 juegos y perder 11 a 6 juegos del primer lugar. En su segunda aparición terminó con marca de 6 ganados y 10 perdidos y por último, en la temporada de 1936 fue la mejor campaña de su historia al terminar como el equipo subcampeón con marca de 12 ganados y 8 perdidos a un juego de diferencia del campeón Agrario de México.